# Коневаго Тауншип (округ Дофін, Пенсільванія)
Коневаго Тауншип (англ. Conewago Township) — селище (англ. township) в США, в окрузі Дофін штату Пенсільванія. Населення — 2952 особи (2020).

## Демографія
Згідно з переписом 2010 року, у селищі мешкало 2997 осіб у 1102 домогосподарствах у складі 854 родин. Було 1146 помешкань
Расовий склад населення:
| - 96,0 % — білих - 1,1 % — чорних або афроамериканців - 0,6 % — азіатів - 0,3 % — корінних американців |

До двох чи більше рас належало 1,3 %. Частка іспаномовних становила 1,8 % від усіх жителів.
За віковим діапазоном населення розподілялося таким чином: 24,3 % — особи молодші 18 років, 62,9 % — особи у віці 18—64 років, 12,8 % — особи у віці 65 років та старші. Медіана віку мешканця становила 42,1 року. На 100 осіб жіночої статі у селищі припадало 100,1 чоловіків;  на 100 жінок у віці від 18 років та старших — 98,3 чоловіків також старших 18 років.
Середній дохід на одне домашнє господарство  становив 113 922 долари США (медіана — 90 787), а середній дохід на одну сім'ю — 126 946 доларів (медіана — 102 931). Медіана доходів становила 65 694 долари для чоловіків та 50 670 доларів для жінок. За межею бідності перебувало 7,4 % осіб, у тому числі 6,9 % дітей у віці до 18 років та 5,4 % осіб у віці 65 років та старших.
Цивільне працевлаштоване населення становило 1442 особи. Основні галузі зайнятості: освіта, охорона здоров'я та соціальна допомога — 31,9 %, науковці, спеціалісти, менеджери — 12,6 %, виробництво — 12,1 %.